# Lee Yong-kyu
Detta är ett koreanskt namn; familjenamnet är Lee.
Lee Yong-kyu, född den 26 augusti 1985 i Seoul, är en sydkoreansk basebollspelare som tog guld för Sydkorea vid olympiska sommarspelen 2008 i Peking.
Lee representerade även Sydkorea vid World Baseball Classic 2009, när Sydkorea kom tvåa, och 2013.